# Kurt Palmqvist
Kurt Lennart Palmqvist, född 13 oktober 1914 i Växjö, död 23 februari 1995 i samma stad, var en svensk målare och teckningslärare.
Han var son till poliskonstapeln Oscar Palmqvist och Hilma Karlsson och från 1944 gift med Ingrid Lene. Palmqvist utbildade sig till teckningslärare vid Högre konstindustriella skolan i Stockholm och bedrev självstudier inom konst under resor till Nederländerna, Belgien, Frankrike och Italien. Efter sin utbildning anställdes han som lärare vid småskoleseminariet och högre läroverket i Växjö. Separat ställde han ut i Hässleholm och Växjö. Tillsammans med Herbert Walås och Harald Blomberg ställde han ut i Växjö 1949. Hans konst består av industribilder och landskapsvyer från Strängnäs, Öland och med småländska motiv.